# Tuhnické lípy
Tuhnické lípy jsou dva památné stromy lípy malolisté (Tilia cordata), které rostou v nadmořské výšce 400 m v Karlových Varech (místní části Tuhnice) v okrese Karlovy Vary v Karlovarském kraji, nedaleko zahrádkářské kolonie a garáží, asi 330 m jz. od KV Areny. Větší z dvojice lip je rozložitý strom s obloukovitě vystoupavými větvemi, menší jsou ve skutečnosti 2 stromy s kmeny dotýkajícími se u báze. Koruny stromů sahají do výšky 22 m, resp. 18 m, obvody kmenů měří 332 cm, 225 cm (měření 2008). Chráněny jsou od roku 2006 jako esteticky zajímavé stromy, významné vzrůstem a krajinná dominanta.

## Stromy v okolí
- Dub u Nešporů
- Žalman